# Cymothoida
A cymothoida az ászkák egyik alrendje. Az ide tartozó fajok főleg vízben élnek és ragadozók vagy paraziták. Jellemzőjük egy különleges álkapocsszerű szájszerv.
két direkt és két indirekt öregcsalád tartozik bele:
- Epicaridea
  - Bopyroidea Rafinesque, 1815

itt még nem minden tiszta a forrásom alapján, a bővítést megköszönném
- - Cryptoniscoidea Kossmann, 1880
    - Asconiscidae Bonnier, 1900
    - Cabiropidae Giard & Bonnier, 1887
    - Crinoniscidae Bonnier, 1900
    - Cryptoniscidae Kossmann, 1880
    - Cyproniscidae Bonnier, 1900
    - Hemioniscidae Bonnier, 1900
    - Podasconidae Bonnier, 1900

- - Anthuroidea Leach, 1814
    - Antheluridae Poore & Lew Ton, 1988
    - Anthuridae Leach, 1814
    - Expanathuridae Poore, 2001
    - Hyssuridae Wägele, 1981
    - Leptanthuridae Poore, 2001
    - Paranthuridae Menzies & Glynn, 1968

  - Cymothooidea Leach, 1814
    - Aegidae White, 1850
    - Anuropidae Stebbing, 1893
    - Barybrotidae Hansen, 1890
    - Cirolanidae Dana, 1852
    - Corallanidae Hansen, 1890
    - Cymothoidae Leach, 1818
    - Gnathiidae Leach, 1814
    - Protognathiidae Wägele & Brandt, 1988
    - Tridentellidae Bruce, 1984
    - Gnathiidae Leach, 1814